# Lost Ember
Lost Ember (с англ. — «Потерянная искра») — это инди-игра, приключенческая головоломка, разработанная и выпущенная 22 ноября 2019 года независимой студией Mooneye Studios для персональных компьютеров Windows и игровых приставок PlayStation 4, Xbox One. Игрок управляет душой умершего человека, которая без памяти о прошлом, наказана блуждать в теле животного. Герой встречает другую душу, которая мечтает попасть в «город света». Сам же герой по крупицам собирает воспоминания прошлого. Он также может вселяться в тела других животных, что необходимо, чтобы преодолевать препятствия.
Создание игры началось из базовой идеи переключаться между разными животными, чтобы исследовать мир. Вокруг данной механики уже затем создавался игровой процесс и внутриигровая мифология. Разработчики вдохновляясь Journey и также решили создать атмосферную повествовательную игру, лишённую элементов насилия. Денежные средства на разработку, команда собирала на KickStarter.
Оценки игры можно охарактеризовать, как смешанные. По версии агрегатора Metacritic средняя оценка Lost Ember варьируется от 81 до 68 баллов в зависимости от платформы. Оценки для персональных компьютеров в целом являются положительными. Среди достоинств, критики указали на красивую графику, окружающим мир и в целом эмоциональную атмосферу, которая игра приносит в совокупности с историей. Оценка игры для приставок была ниже из-за того, что обозреватели часто сталкивались с зависаниями и внутриигровыми ошибками.

## Игровой процесс
Действие игры происходит среди руин неизвестной цивилизации. Точнее сюжет затрагивает историю небольшого человеческого племени, которое верит, что люди, следующие своим идеалам во время жизни сумеют после смерти попасть в Мачу-Килу, «Город Света» тогда как грешники переродятся в телах диких животных. Игровой персонаж — это душа, которая перевоплотилась в Волка, поэтому не разговаривает и не помнит свою прошлую жизнь. Однажды волк встречается с летающем огоньком, также душой. Хотя он тоже не помнил своё прошлое, но знал о родном народе и о том, что должен попасть в Город Света, однако он застрял. Так, волк и огонёк объединяются, чтобы найти заветный город, а также помочь волку восстановить свои воспоминания о прошлой жизни.
По мере прохождения, игрок находит места, играющие важную роль в прошлой жизни волка. Данные участки обозначены красным дымом. При активации данных участков, можно наблюдать за короткой сценой группы людей. В целом Lost Ember представляет собой симулятор ходьбы, где волк и его компаньон бродят по природным пространствам и изучают окружающую местность и собирают предметы в виде грибов и реликвий с коротким описанием их применения в родном племени волка или же покинутой цивилизации, также предметами коллекционирования являются «легендарные животные», предлагающие нестандартные и яркие окраски. Волк должен преодолевать разные препятствия в виде склонов или брёвен. Игра также позволяет переключать управление на других животных, будь то маленькие птицы, рыбы, слоны или горные козлы. Управление разными животными требуется, чтобы преодолевать препятствия, невозможные для волка, например используя птиц, чтобы пролетать через скалы, или же использовать броненосцев или кротов, чтобы перемещаться или прятаться под землёй.

## Разработка
Разработкой игры занималась независимая студия разработчиков видео-игр Mooneye Studios, расположенная в Гамбурге, Германии и в чей состав входят пять человек вместе с несколькими фрилансерами. Ещё с самого начала, команда хотела сделать животное центральным игровым персонажем, заметив, что с нечеловеческими персонажами значительно проще предлагать классные концепции. Однако команда не могла прийти к соглашению, какое именно животное надо было сделать игровым персонажем. Тогда один из разработчиков недавно играл в Driver: San Francisco и ему понравилась идея возможности переключаться между водителями. Такая же идея переключения между животными была предложена и для будущей игры Mooneye Studios. Всего за пару часов был создан прототип с четырьмя животными и возможностью переключаться между ними и команде очень понравилась данная идея. В частности это открывало возможность для разных стилей игры и разных перспектив для обзора. В течение следующих нескольких месяцев команда работала над игровым миром, который можно было бы исследовать с разных точек зрения, и какие животные могут быть интересны для этого. В частности птицы подходят для изучения некоторых областей, а маленькие животные хороши для поиска секретных предметов. Создатели заметили, что «Некоторые вещи могут остаться незамеченными, если вы не увидите например попугаев, сидящих на деревьях над вами, которые позволяют вам летать в районы, о которых вы даже не подозревали, играя за волка». Игра разрабатывалась на игровом движке Unreal Engine 4.

При создании руин, разработчики вдохновлялись реальными культурами, например цивилизацией Инков

Первые два года разработка шла в условиях неполного рабочего дня, однако после успешных сборов средств на Kickstarter, начиная с 2016 года, разработка уже шла полным ходом. С тех пор, в игру были добавлены уже 14 видов разных животных, при этом для команды было особенно сложно реализовать животных с нестандартным типом движения, например попугаев, уток и особенно кротов. Некоторые локации создавались с учётом того, что их необходимо исследовать с участием нескольких видов животных, что является своего рода головоломками в игре. В раннем прототипе было пять эпизодов, которые игрок должен был поочерёдно проходить, однако разработчики признались, что для них было слишком затратно прорабатывать фактически пять маленьких игр, вместо этого, в итоге решив сосредоточиться на проработке одного, но большего мира. Несмотря на вышеописанную игровую механику, команда не хотела создавать игровой процесс в классическом понимании, с обилием боёв, очков, высокими показателями и тому подобное, создавая наоборот игру с непринуждённой атмосферой и классным опытом. Так, команда вдохновлялась игрой Journey, в частности их подходом к обстановке, играющей крайне важную роль в повествовании и передачи атмосферы, а также отсутствием элементов насилия, позволяя игроку проходить игру в собственном темпе, также команда, в качестве вдохновения указывала на Dear Esther и Shadow of the Colossus. Разработчики избрали сюжет, согласно которому людей не осталось, а только их руины и животные. Создавая руины, команда вдохновлялась инками и майя, хотя и заметили, что брали по немногому из множества разных древних цивилизаций. Сам художественный стиль разрабатывался в течение четырёх месяцев, в раннем прототипе, стиль был более стилизованным, имитирующем двухмерную анимацию, однако команда решила добавить объёмное освящение, так как оно лучше подчёркивало детали природы. Тем не менее окружающий мир по прежнему остался в какой то степени стилизованным. Музыкальное сопровождение к игре было создано представителями студии Solid Audioworks, которая известна созданием музыки к играм Grand Theft Auto.
Разработчики, объясняя о своих планах выпуска игры на разные платформы заметили, что заинтересованы выпустить игру на Xbox One X и PlayStaion 4 Pro с графическими улучшениями, в частности с разрешением 4K и частотой кадров 60fps, однако команда не провела достаточно испытаний, поэтому не имеет точных планов выпуска. Также команда заинтересована выпустить Lost Ember на Nintendo Switch, однако должна значительно оптимизировать игру.

## Анонс и выпуск
Анонс Lost Ember состоялся в августе 2016 года, когда немецкие разработчики Mooneye Studios выпустили трейлер игры. Впервые её показ состоялся в сентябре 2016 года на фестивале Gamesweek Berlin, разработчики показали демо-версию игры с поддержкой VR, что стало причиной ажиотажа среди зрителей, а через неделю после данного события, офис разработчиков посетили представители HTC Vive, чтобы поддержать разработку VR режима в Lost Ember. Вскоре, в октябре 2016 года Mooneye Studios выпустили короткий трейлер игры и запустили сбор денежных средств на Kickstarter. Всего за несколько часов им удалось собрать около 100,000 евро. В итоге, команде удалось собрать более 320,000 евро.
Тогда команда планирована выпустить игру в марте 2018 года для персональных компьютеров и игровых приставок PlayStation 4 и Xbox One. Однако команда не сумела уложиться в срок, объявив о своих планах перенести релиз игры на год. Разработчики боялись, что это вызовет гнев у спонсоров с Kickstarter, однако реакция была понимающей, учитывая, что они в итоге не хотели получить игру с ошибками или отсутствующими функциями. За это время также прототип игры был продемонстрирован на игровых конференциях PAX East и EGX Rezzed. Игра также была продемонстрирована на выставке E3 2019. Выход игры состоялся 22 ноября 2019 года на персональных компьютерах), игровых приставках PlayStation 4 и Xbox One.

## Критика
| Сводный рейтинг      | Сводный рейтинг                            |
| Агрегатор            | Оценка                                     |
| -------------------- | ------------------------------------------ |
| Metacritic           | 81/100 (ПК) 70/100 (PS4) 68/100 (Xbox One) |
| Иноязычные издания   |                                            |
| Издание              | Оценка                                     |
| PC Gamer             | 90 %                                       |
| PC Games             | [ 15 ]                                     |
| Vandal               | 7/10                                       |
| PlayStation Universe | 6,5/10                                     |
| Xbox Tavern          | 58 %                                       |

Lost Ember получила премию инди-игры на мероприятии Gamescom в 2018 году. Оценки игры можно охарактеризовать в целом, как смешанные. По версии агрегатора Metacritic средняя оценка Lost Ember варьируется от 81 до 68 баллов в зависимости от платформы. Оценки для персональных компьютеров в целом являются положительными.
Отзывы критиков для персональных компьютеров были в основном положительными. Например представитель сайта PC Gamer назвал Lost Ember прекрасным, уникальным и незабываемым опытом, наполненным любовью к природе. Обозреватель сайта GameSpace признался, что настолько наслаждался игрой, что сразу же хотел вернуться обратно после завершения игрового сеанса: «То, как переплетаются истории о волках и тлеющих углях крайне трогательно и сохраняет интерес к игровому миру. Всего на. Всего на прохождение требуется около 6 часов, в зависимости от того, сколько времени уходит на изучение окружающего пространства, но это отличная целенаправленная приключенческая игра». Рецензент сайта PC Invasion указал на явный отход от традиционных игровых жанров, как и типичных шутеров, так и разгадывания головоломок, предлагая скорее душевный рассказ о своём главном герое. «Благодаря своему потрясающему художественному направлению и очевидной любви к своей теме, игра предлагает настоящую эмоциональную отдачу, несмотря на некоторые неудобные игровые элементы». Критик сайта PC Games заметил, что само по себе управление животным среди падшей цивилизации вкупе с приятным визуальным стилем игры делает её крайне привлекательной и Lost Ember в полной мере оправдала ожидания разработчика, предложив неторопливый, эмоциональный и визуально ошеломляющий игровой процесс, возможность путешествовать среди красивых пейзажей и изучать секреты мир. Тем не менее игра не предлагает ничего большего, а найденные предметы не приносят практической пользы.
Критики игровых приставок оставили в целом более сдержанные отзывы. При этом их претензия была связана с производительностью игры и выдаваемыми внутри игровыми ошибками.
Например критик сайта Cubed3 заметил, что с одной стороны игра поражает своей великолепной графикой и рисует общею картину приключенческой игры, тем не менее многие аспекты данной истории остаются неисследованными, в частности передвижение животных. Хотя Lost Ember хорошо выполнена, однако она остаётся казуальной игрой и не позволяет по настоящему погружаться в игровой процесс и исследовать истинный сюжет. Критик сайта PlayStation Universe заметил, что также был очарован эмоциональным повествованием, музыкой и визуальными эффектами. Однако проблемы начались вместе с игровым процессом, которой по мнению критика порой скучен, а также изобилует техническими ошибками, от фризов до критических ошибок, в итоге это сильно испортило общее впечатление от игры. Критик сайта Push Square заметил, что из-за внутриигровых ошибок ему приходилось несколько раз перезагружать игру, в частности из-за застревания в текстурах или же отсутствия животных, необходимых для прогресса сюжета.